# Giovanni Segantini
Giovani Segantini (Arco, 15 de enero de 1858 - 28 de septiembre de 1899 cerca de Pontresina), pintor italiano del siglo XIX.

## Biografía
Nacido en Arco, pequeña ciudad en el Trentino cuando la región estaba en poder del Imperio austrohúngaro, en el seno de una familia de condiciones económicas muy precarias (los Segatini; luego el propio pintor modificaría el apellido). 
A la muerte de su madre en 1865 fue enviado por su padre a trabajar a Milán. Tras quedarse huérfano y quedar sucesivamente al cuidado de su hermana y su hermano, quien le introdujo en el mundo artístico, estudió artes plásticas en el curso nocturno de la Academia de Brera, entre 1875 y 1879. El mismo año de la muerte de su madre solicitó que su nacionalidad austriaca fuera revocada; al hacerse efectivo el trámite y no poder obtener la nacionalización italiana según era su deseo, Segantini permaneció como apátrida el resto de su vida.
En 1886 dejó Italia y se mudó a la aldea de Savognin, en el cantón suizo de los Grisones. Allí, ya dedicado plenamente a la pintura, se aproximó al movimiento divisionista con una temática de paisajes alpinos y escenas religiosas. 
Hacia 1888 Segantini trabó una fuerte amistad en Milán con un pintor que ya había alcanzado gran fama, Francesco Filippini, quien le dedicó la obra "Impresión de la laguna". En 1889 algunas de sus obras fueron expuestas en la Italian Exhibition de Londres con éxito, pudiendo colaborar a partir de entonces en revistas de arte. En el curso de ese mismo año inició una síntesis de divisionismo y Simbolismo mediante el uso de alegorías basadas en modelos de la pintura nórdica (por ejemplo la obra de Eckersberg). Su arte se hizo complejo en poco tiempo, al saber conjugar la riqueza cromática y los efectos lumínicos del postimpresionismo con un dibujo de líneas academicistas. Disfrutó del éxito y el reconocimiento hacia el final de su vida, con exposiciones en importantes centros de arte y homenajes públicos en su país de adopción, Suiza.
Entre 1887 y 1889 realizó sus obras más destacadas; en 1894 dejó Savognin y se mudó a Maloja, en la Engadina, con el deseo de vivir en una mayor soledad; empero su obra quedó truncada al morir a los 41 años en 1899 debido a un repentino ataque de peritonitis sobre el monte Schafberg que domina Pontresina.
Su estilo pictórico puede considerarse original y novedoso, lo mismo que el tratamiento y la temática de sus cuadros. Aunque predomina en ellos la visión de la naturaleza serena y acogedora para el hombre, no faltan casi nunca ciertos elementos perturbadores, como la presencia del tema de la muerte o las penurias del trabajo. Su forma de trabajar la materia pictórica, fragmentada, colorista, muy matérica, presenta concomitancias con Seurat y los divisionistas, pero sin la preocupación formal y decorativista de estos. Sus obras también muestran paralelismos con Munch y Van Gogh, con los que comparte la visión dramática de la naturaleza; en su admiración por los paisajes y los tipos humanos rústicos también pueden establecerse similitudes con la obra de Millet.
Fue tío del escultor Rembrandt Bugatti y del empresario Ettore Bugatti.

## Principales obras

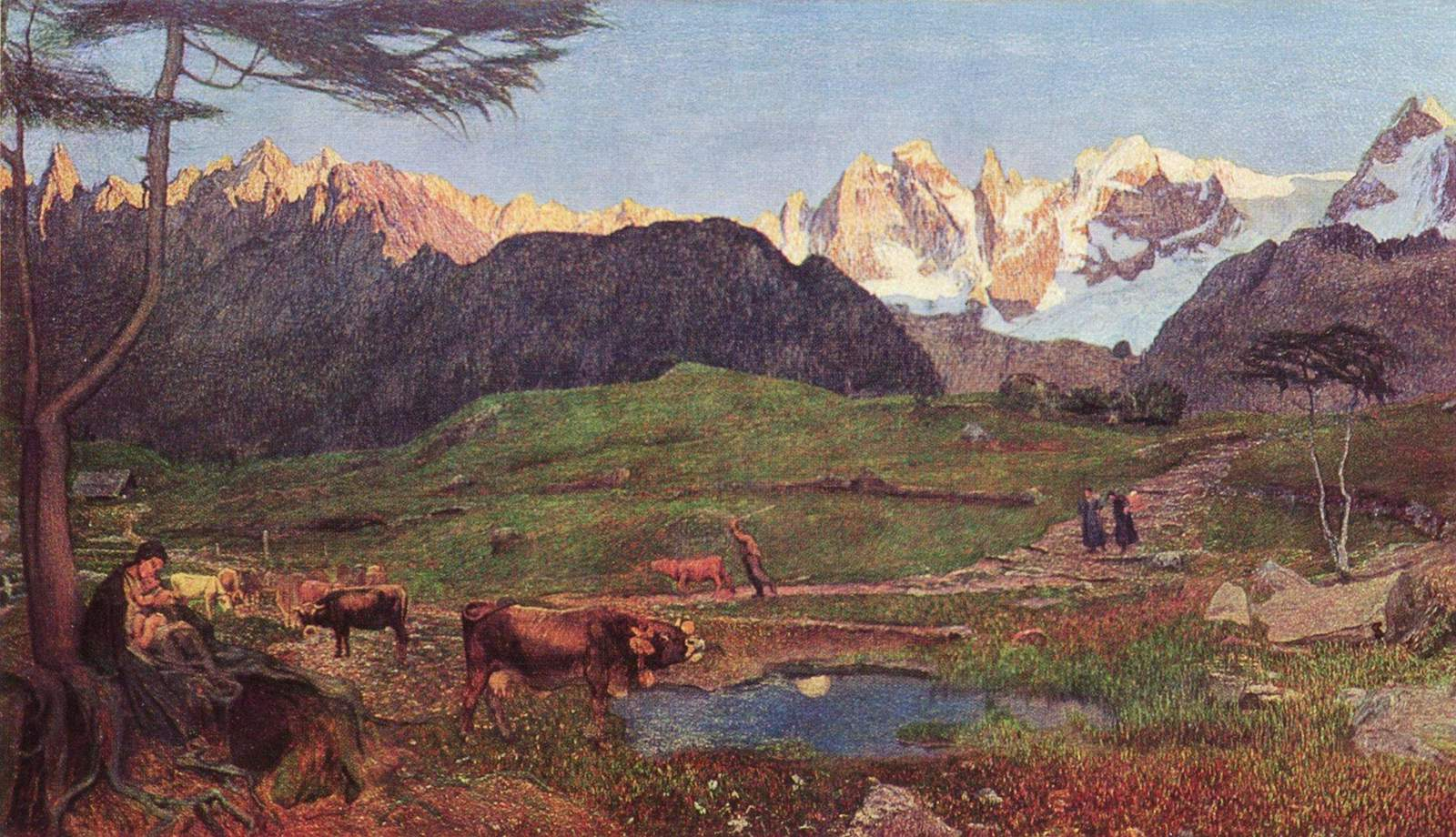
Tríptico Alpino: Vida
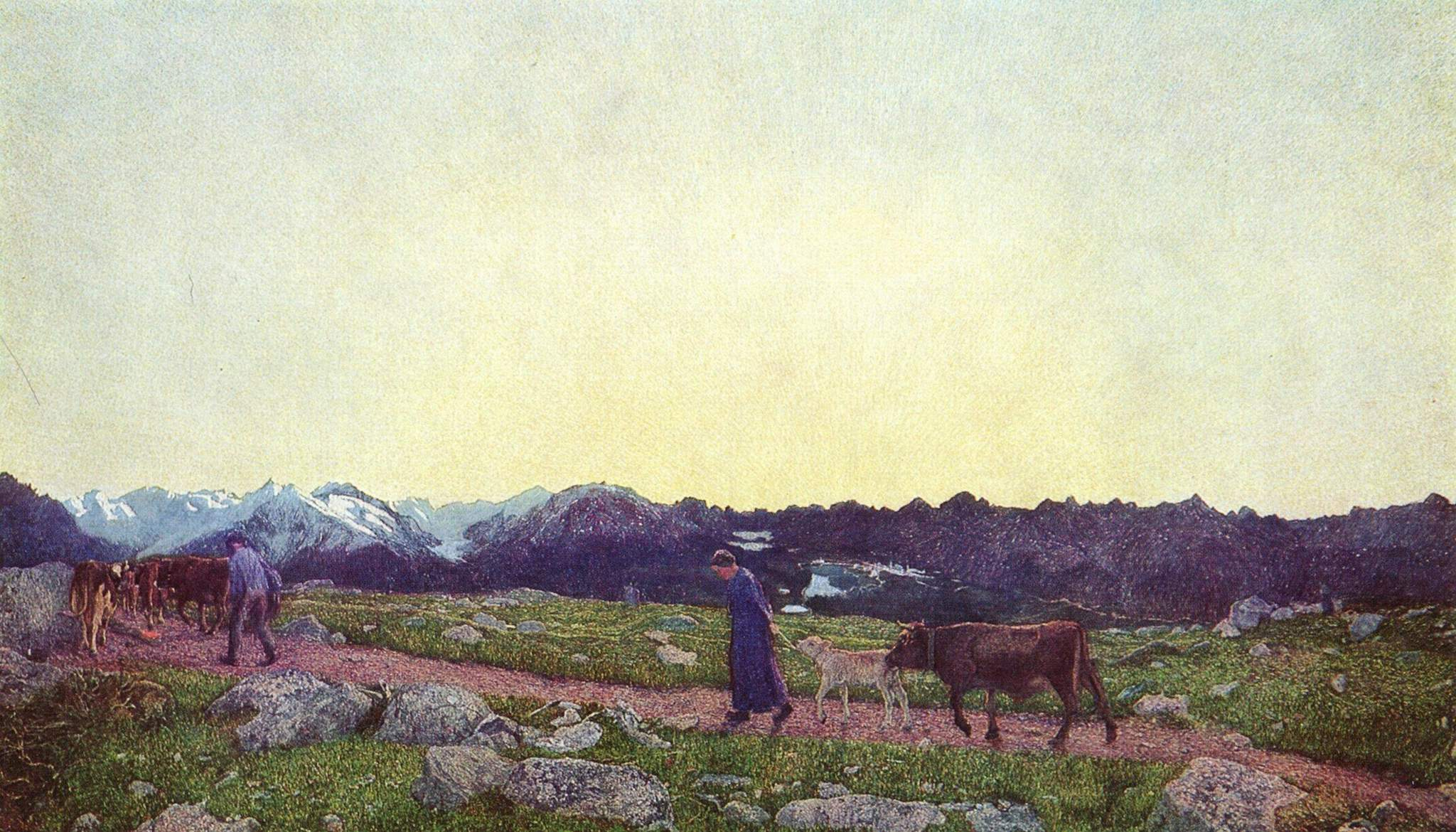
Tríptico Alpino: Naturaleza
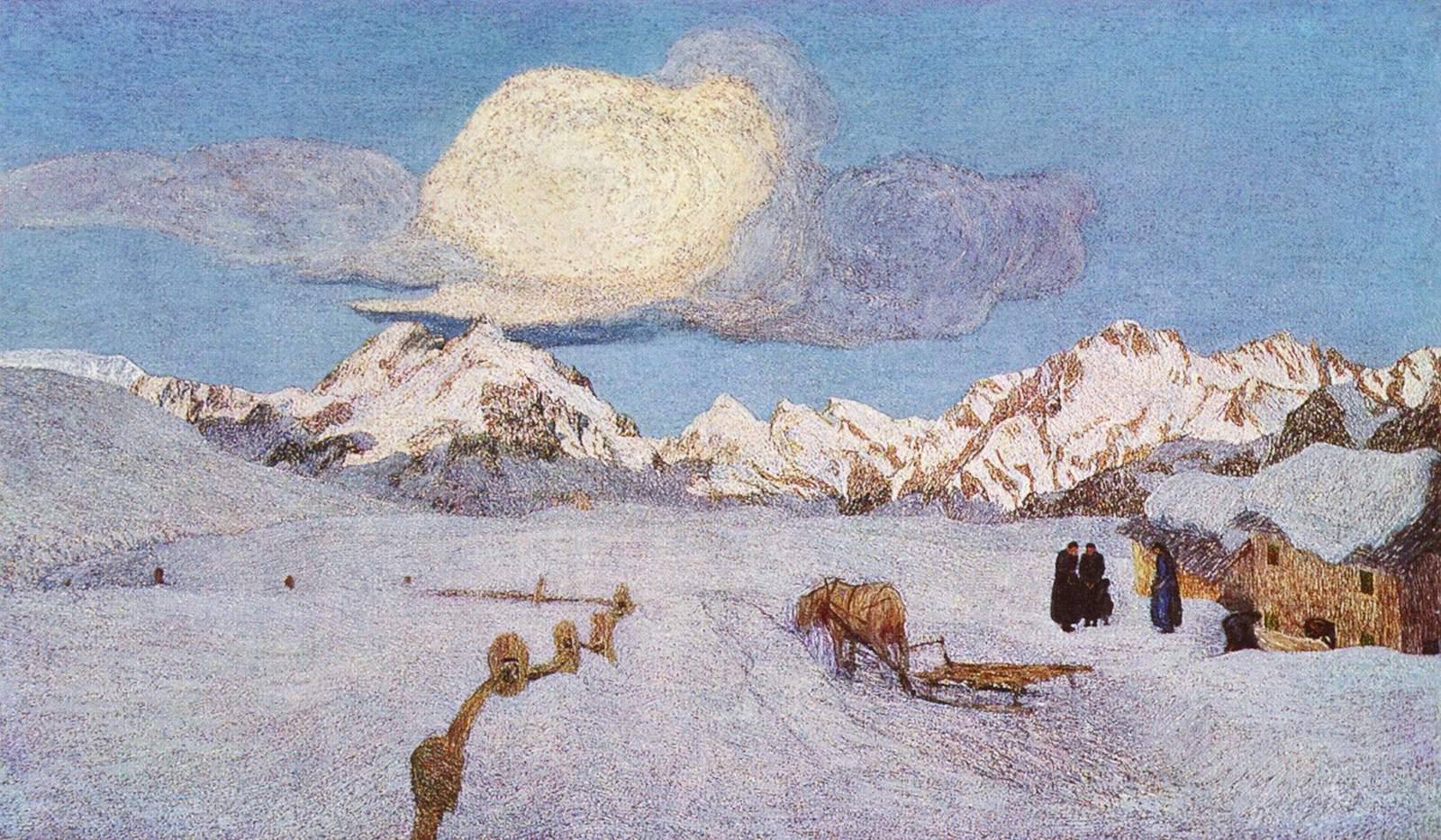
Tríptico Alpino: Muerte
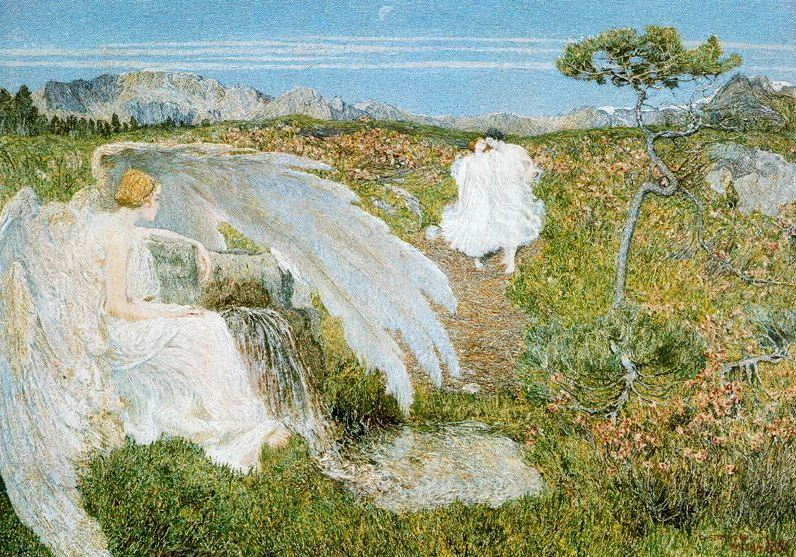
El Amor en la fuente de la vida

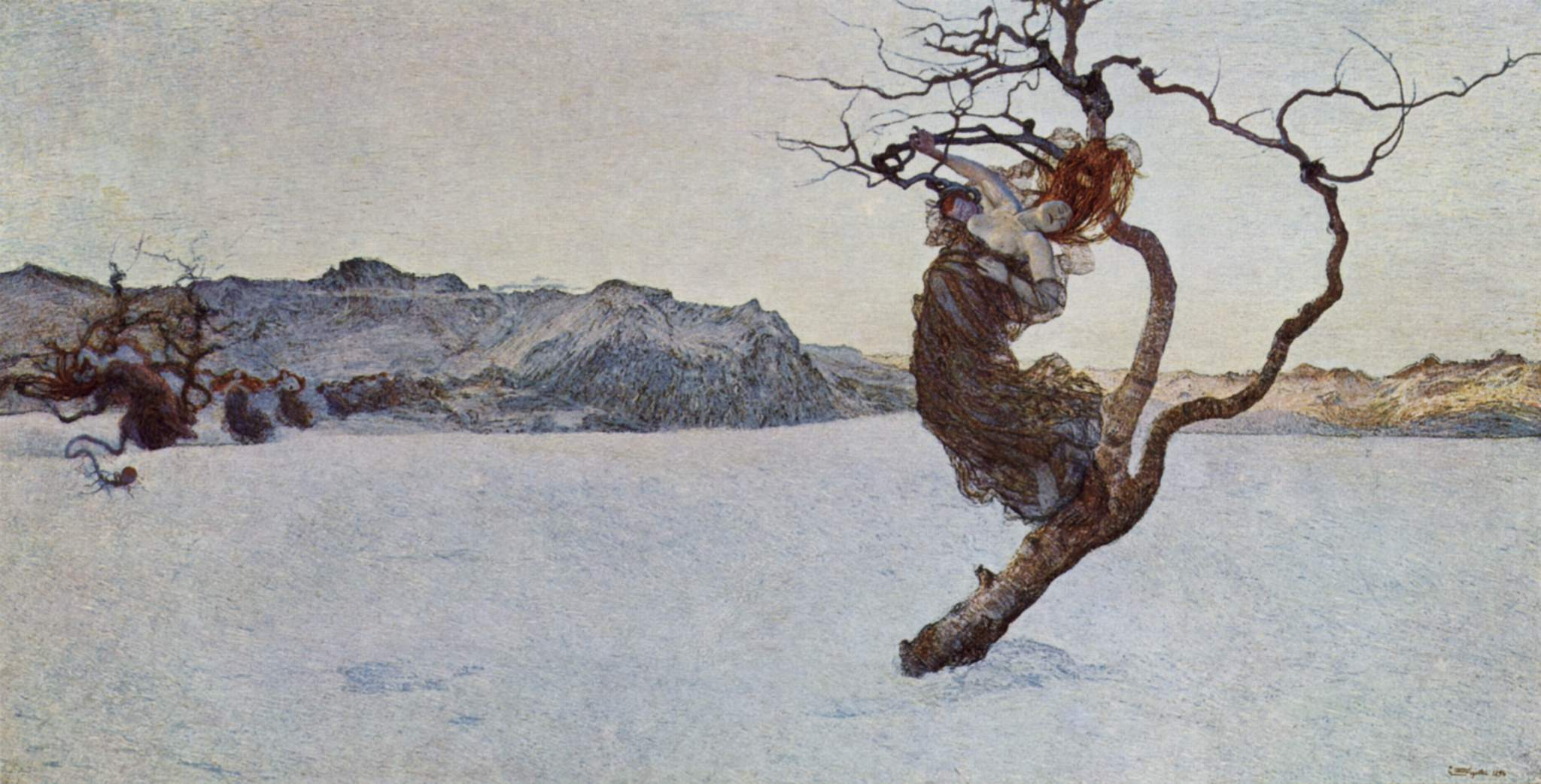
Las malas madres
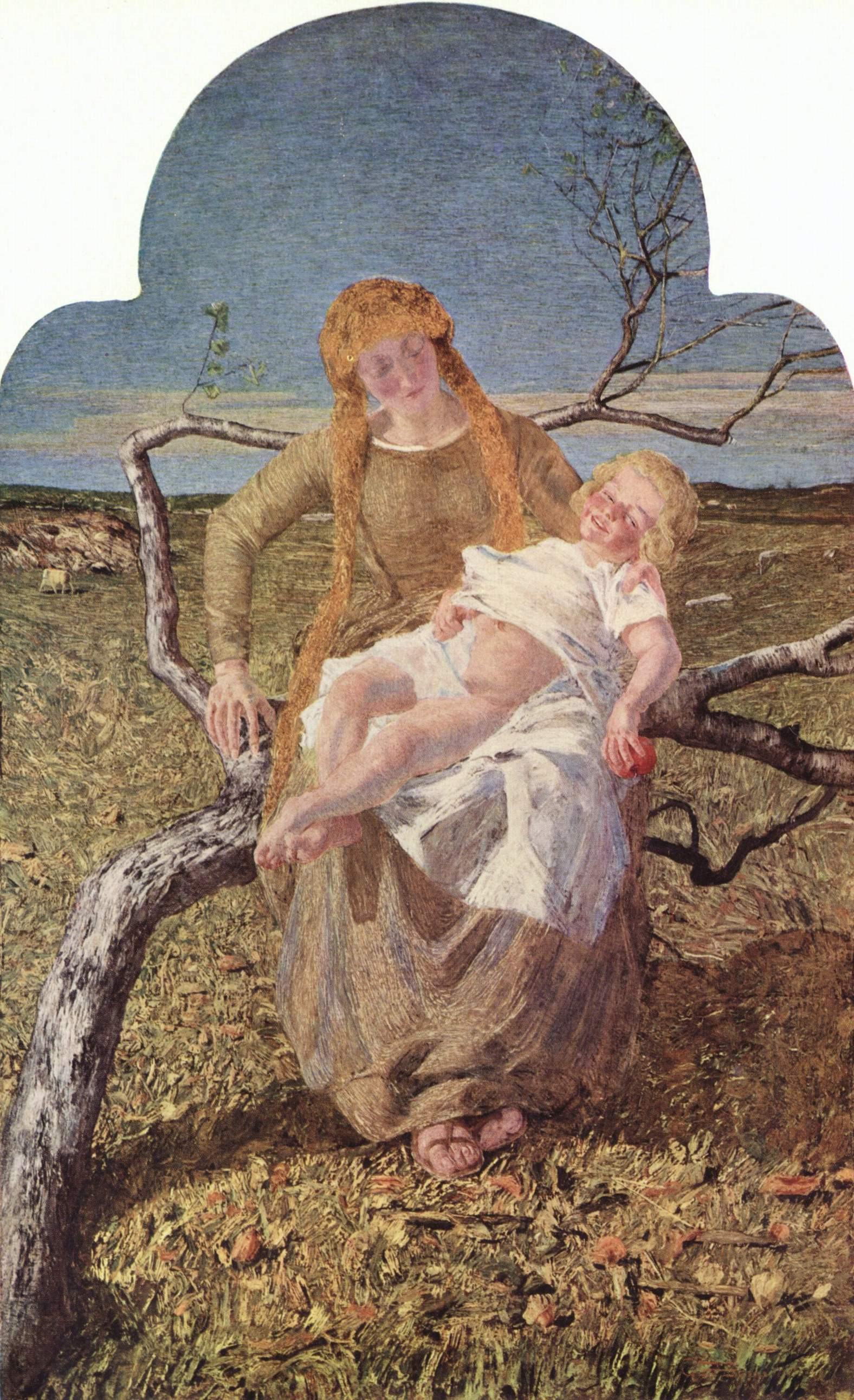
Fruto del amor
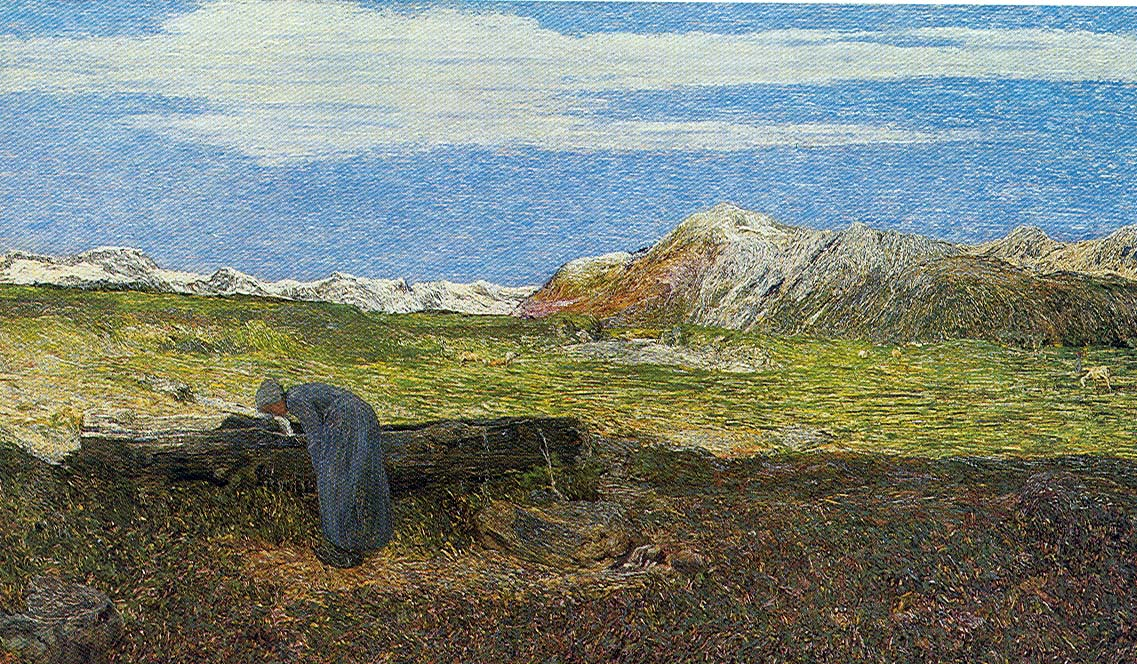
Paisaje con mujer en la fuente
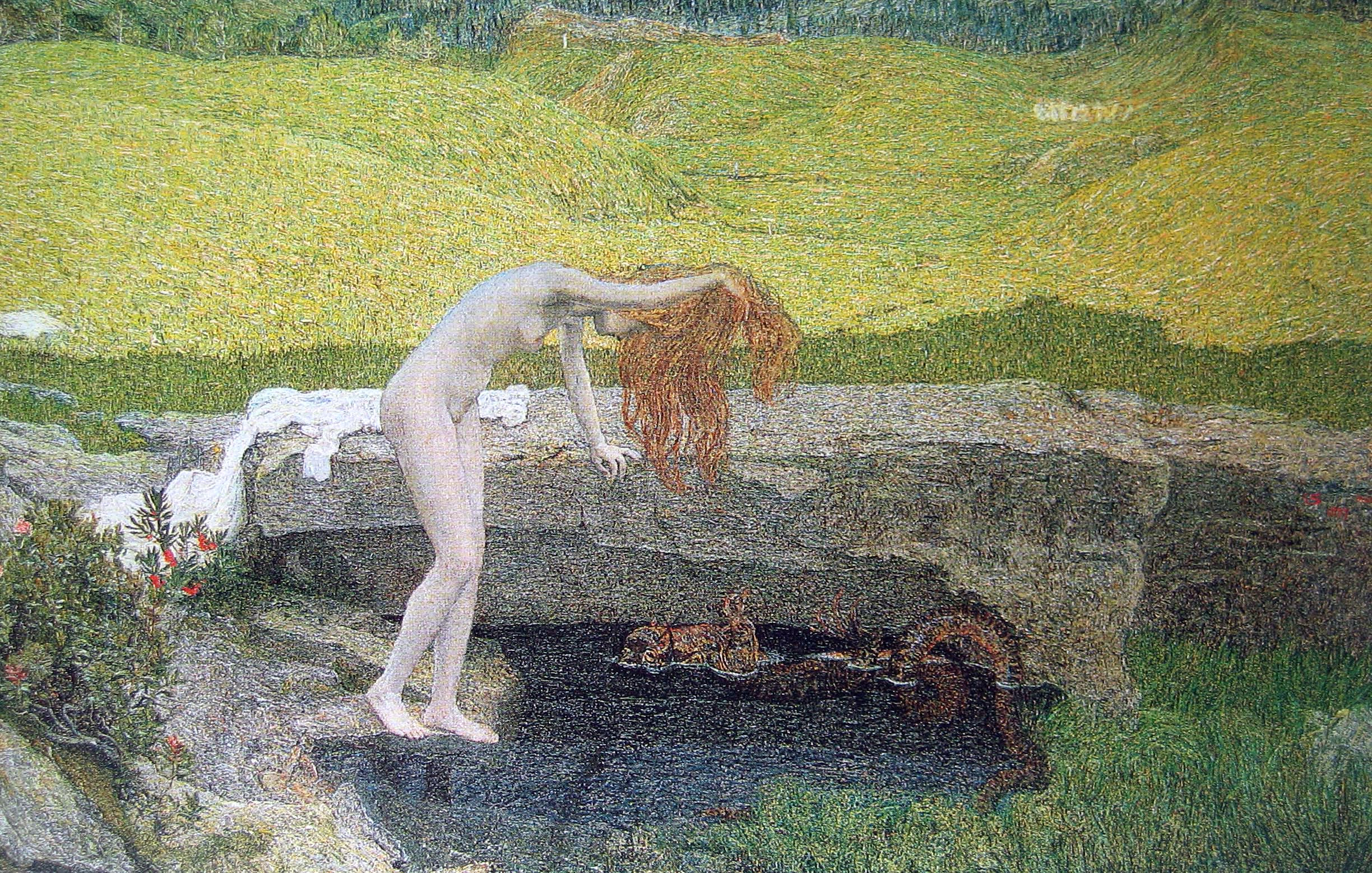
Vanitas
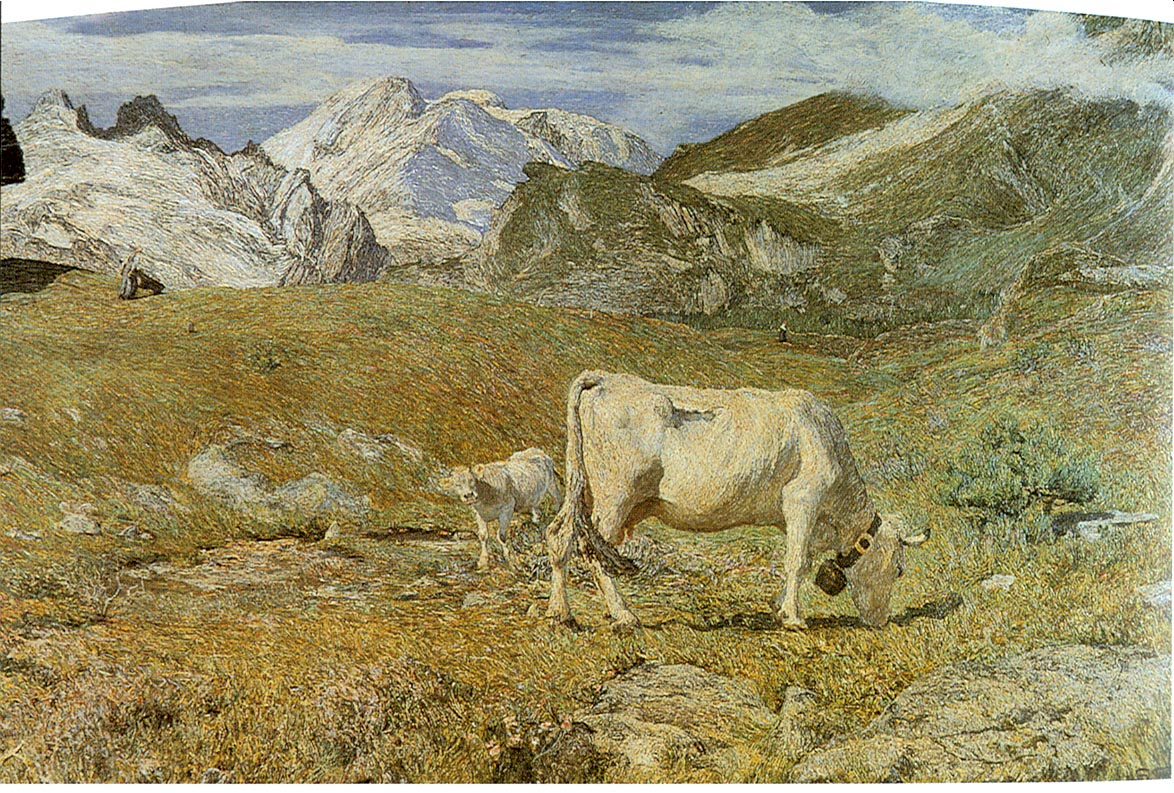
Pastos de primavera

- Ave María en transbordador (1879/80)
- Pastos altos (1887/88)
- Tríptico de los Alpes: La naturaleza; La vida; La muerte (1888/89)
- Las malas madres (1896/97)
- La propaganda (1897)
- El Amor en la fuente de la vida, 1896
- Mezzogiorno sulle Alpi (Giornata di vento)/ Mediodía sobre los Alpes (Día de viento) 1891. Óleo sobre lienzo, 77,5 x 71,5 cm
- El arado, 1890. Óleo sobre lienzo, 116 x 227 cm
- Pastos de primavera (1896), óleo sobre lienzo, 95 × 155